# Ridderorden en onderscheidingen in het Koninkrijk Saksen
Saksen was tot 1918 verdeeld in meerdere staten. Er was het hertogdom Saksen, later het keurvorstendom Saksen van de lijn der Albertijnen en na 1806 het koninkrijk Saksen. Een verdeling in 1485 en tal van herverdelingen en erfenissen in de tal van de Ernestijnen leverde de Ernestijnse hertogdommen en het groothertogdom Saksen, het vroegere Saksen-Weimar-Eisenach op.  
Saksische hertogen en keurvorsten hebben geen ridderorde ingesteld. Als koning van Polen en keurvorst van Saksen kon Frederik August II dat wel met enig recht doen. Een van de onderscheidingen werd in 1920 door de in 1918 afgezette koning Frederik August III ingesteld. Dit Herinneringsteken aan het 25-jarig Bezit van het Fideïcommis Sybillenort wordt tot de koninklijke Saksische onderscheidingen gerekend. Formeel juridisch was de ex-koning inmiddels een particulier. De afgezette vorsten mogen volgens het orderecht ook na hun aftreden ridderorden, met name huisorden  blijven verlenen. Dat was en is ook in Saksen het geval. De huidige pretendent is grootmeester van de Huisorde van de Kroon van Wijnruit en de Sidonia-Orde.
Een Pools-Saksische ridderorde van koning-keurvorst Frederik August II.
- De Militaire Orde van Sint-Hendrik (1736 - 1918)
- De Medaille van de Orde van Sint-Hendrik

Toen Saksen eenmaal een koninkrijk was volgden meer orden en onderscheidingen
- De Huisorde van de Kroon van Wijnruit (1807 - 1918)
- De Orde van Burgerlijke Verdienste (1815 -1918)
- De Albrechtsorde (1850 - 1918)
- De Sidonia-orde (1870 - 1918)
- De Maria-Anna-orde (1906 -1918)
- Het Algemene Ereteken (1876 - 1918)
- De Medaille voor het Redden van Levens (1831 - 1918)
- De Medaille voor het Redden van Levens tijdens de Overstroming in Plauen in 1835  (1835)
- De Zilveren Medaille voor het Redden van de in de Steengroeve Schmilka verongelukten (1862)
- De Medaille Virtute et Ingenio (1873 - 1918)
- De Medaille Bene Merentibus (1807 - 1918)
- De Kroonprinses Carola-medaille van de Albertvereniging (1871 - 1918)
- De Carola-medaille (1892 - 1918)
- Het Erekruis voor Vrijwillige Ziekenzorg (1912 - 1918)
- De Medaille voor Trouwe Arbeid (1894 - 1918)
- De Medaille voor Langdurige Trouwe Dienst (1894 - 1918)
- Het Ereteken voor 25 Jaar Dienst in de Brandweer
- De Medaille voor 40 Jaar Dienst in de Brandweer (1914 -1920)
- De Herinneringsteken aan het 25-jarig Bezit van het Fideïcommis Sybillenort (1920)

- De Friedrich-August-medaille (1905 - 1918)
- Het Herinneringskruis voor Strijders in Sleeswijk-Holstein 1849 (1874)
- Het Herinneringskruis aan 1849 (1890)
- Het Herinneringskruis aan de Bondsexecutie 1863-64 in Holstein (1890)
- Het Herinneringskruis aan 1866 (1867)
- Het Herinneringskruis voor de Jaren 1870/71 (1871)
- Het Herinneringskruis voor Vrijwillige Ziekenzorg in Oorlogstijd (1915 - 1918)
- Het Herinneringskruis voor Vrijwillige Welzijnszorg in Oorlogstijd (1916 - 1918)
- Het Kruis voor Oorlogsverdienste (1915 - 1918)

De Dienstonderscheidingen (1831 - 1918)
- De Zilveren Medaille voor 15 Dienstjaren van Officieren en Soldaten (1832 - 1873)
- De Zilveren Medaille voor 10 Dienstjaren van Officieren en Soldaten (1832 - 1873)
- Het Kruis voor 25 Dienstjaren van de Officieren (1874 - 1918)
- De Dienstonderscheiding Ie Klasse voor 21 Dienstjaren van Officieren en Manschappen, Medaille (1874 - 1913)
- De Dienstonderscheiding IIe Klasse voor 15 Dienstjaren van Officieren en Manschappen, Medaille (1874 - 1913)
- De Dienstonderscheiding IIIe Klasse voor 9 Dienstjaren van Officieren en Manschappen, Medaille (1874 - 1913)
- De Dienstonderscheiding Ie Klasse voor 15 Dienstjaren van Onderofficieren, Kruis (1913 - 1918)
- De Dienstonderscheiding IIe Klasse voor 15 Dienstjaren van Onderofficieren, Kruis (1913 - 1918)
- De Dienstonderscheiding IIIe Klasse voor 9 Dienstjaren van Onderofficieren, Kruis (1913 - 1918)

De Dienstonderscheidingen van de Landweer (1874 - 1918)
- De Dienstonderscheiding Ie Klasse voor 20 Dienstjaren in de Landweer, Kruis (1902 - 1918)
- De Dienstonderscheiding IIe Klasse van de Landweer, een "Schnalle" (1874 - 1913)
- De Dienstonderscheiding IIe Klasse van de Landweer, een "medaille" (1913 - 1918)

Een van de dienstonderscheidingen voor de Landweer is een zogeheten "Schnalle". De medaille en de schnalle, een gesp, werden op de linkerborst gedragen.